# Dior Fall Sow
Elisabeth Dior Fall Sow (1968) es jurista y jurista senegalesa. Fue la primera mujer fiscal en Senegal, nombrada por la República en el Tribunal de Primera Instancia de Saint Louis en 1976. Es presidenta honoraria de la Asociación de Mujeres Juristas.

## Vida
En 1976, Dior Fall Sow fue nombrada fiscal en Saint Louis, convirtiéndose en la primera fiscal de Senegal. Ha sido directora nacional de Supervisión de Educación y Protección Social, directora de Asuntos Jurídicos en Sonatel-Orange, asesora jurídica del Tribunal Penal Internacional para Ruanda, fiscal general principal de la Corte de Apelaciones de la Corte Penal de Justicia de Ruanda y consultora para la Corte Penal Internacional.
Después de hacer un estudio financiado por UNICEF para armonizar la ley senegalesa de acuerdo con las convenciones de la ONU, Dior Fall Sow dirigió un equipo que redactó la ley de Senegal de 1999 que prohíbe la mutilación genital femenina .
De 2001 a 2005 fue miembro del Comité Africano de Expertos en Derechos y Bienestar del Niño .
En 2015 fue nombrada Presidenta Honoraria de la Red de periodistas en Género y Derechos Humanos. Se retiró en 2017.

## Trabajos
- 'The Rights of Children in the African Judicial System', in E. Verhellen (ed.) Understanding Children's Rights, University of Ghent, 1996.